# Sottrum
Sottrum è un comune di 6.112 abitanti della Bassa Sassonia, in Germania.
Appartiene al circondario (Landkreis) di Rotenburg (Wümme) (targa ROW) ed è parte della comunità amministrativa (Samtgemeinde) di Sottrum.
Il territorio comunale comprende, oltre al capoluogo Sottrum, i centri abitati di Everinghausen e Stuckenborstel.